# Pomurski madžarski radio
Pomurski madžarski radio, kratica MMR, je radijski program, namenjen madžarski narodni skupnosti v Sloveniji. Deluje v okviru regionalnega RTV-centra Maribor Radiotelevizije Slovenija, sedež pa ima v Lendavi. MMR deluje od leta 1958.